# قوز أبو رعد
قوز أبو رعد إحدى قرى  مركز رفح التابع لمحافظة شمال سيناء  بجمهورية مصر العربية.